# 范黎草原
范黎草原（1987年12月7日—），越南女子国际象棋棋手，拥有国际象棋国际大师与女子特级大师头衔。
范黎草原于2011年在亚洲国际象棋锦标赛上获女子银牌，并于同年晋升为女子特级大师（WGM）。2013年，又获国际大师（IM）称号。此外，她还曾代表越南国家队在2010年亚洲运动会国际象棋比赛中获女子团体铜牌，并多次代表越南队参加国际象棋奥林匹克。
2015年，范黎草原与越南国际象棋特级大师阮玉长山结婚。